# Royal Knokke Football Club
Actualités
Dernière mise à jour : 27 juillet 2023.
Le Royal Knokke Football Club (ou R. Knokke FC) est un club de football belge localisé à Knokke tout au Nord du littoral belge. Fondé vers 1905, le club est porteur du matricule 101. Ses couleurs sont le bleu et le blanc.
Tout comme l'Antwerp ou Cappellen, le club choisit de conserver la version "anglo-française" de son titre de Société Royale.
Le club évolue en Nationale 1 lors de la saison 2020-2021, ce qui est sa 20e saison dans les séries nationales.

## Historique
- 1905 : (environ) fondation de KNOKKE FOOTBALL CLUB.
- 1920 : 26/10/1920, KNOKKE FOOTBALL CLUB s'affilia à l'UBSFA. (Il n'est pas impossible que ce soit un retour après inactivité durant la Première Guerre mondiale).
- 1926 : KNOKKE FOOTBALL CLUB se vit attribuer le matricule 101.
- 1927 : KNOKKE FOOTBALL CLUB (101) accéda pour la première fois aux séries nationales. Le club y resta 8 saisons consécutives.
- 1930 : 12/09/1930, KNOKKE FOOTBALL CLUB (101) fut reconnu Société Royale et prit peu après le nom de ROYAL KNOKKE FOOTBALL CLUB (101). Cette date de reconnaissance semble prouver la fondation vers 1905.
- 1947 : ROYAL KNOKKE FOOTBALL CLUB (101) fut relégué hors des séries nationales.

## Résultats dans les divisions nationales
Statistiques mises à jour le 3 décembre 2024 (terme de la saison 2023-2024)

### Bilan
| Niv | Divisions     | Jouées | Titres | TM Up | TM Down |
| --- | ------------- | ------ | ------ | ----- | ------- |
| I   | 1re nationale | 0      | 0      |       |         |
| II  | 2e nationale  | 2      | 0      |       |         |
| III | 3e nationale  | 19     | 1      |       |         |
| IV  | 4e nationale  | 4      | 2      |       |         |
| V   | 5e nationale  | 0      | 0      |       |         |
|     |               |        |        |       |         |
|     | TOTAUX        | 25     | 3      | 0     | 0       |

- TM Up : test-match pour départager des égalités, ou toutes formes de Barrages ou de Tour final pour une montée éventuelle.
- TM Down : test-match pour départager des égalités, ou toutes formes de Barrages ou de Tour final pour le maintien.

### Classements saison par saison
| Ordre               | Saison  | Nom du club               | Niveau                    | Classement final          | Remarques                 |
| ------------------- | ------- | ------------------------- | ------------------------- | ------------------------- | ------------------------- |
| 1                   | 1927-28 | Knokke FC                 | Promotion (D3) série A    | 2e/14                     | [ saisons 1 ]             |
| 2                   | 1928-29 | Knokke FC                 | Promotion (D3) série A    | 3e/14                     |                           |
| 3                   | 1929-30 | R. Knokke FC              | Promotion (D3) série A    | 4e/14                     |                           |
| 4                   | 1930-31 | R. Knokke FC              | Promotion (D3) série A    | 3e/14                     | Promu                     |
| 5                   | 1931-32 | R. Knokke FC              | Division 1(D2) série A    | 12e/14                    |                           |
| 6                   | 1932-33 | R. Knokke FC              | Division 1(D2) série A    | 13e/14                    | Relégué                   |
| 7                   | 1933-34 | R. Knokke FC              | Promotion (D3) série A    | 9e/14                     |                           |
| 8                   | 1934-35 | R. Knokke FC              | Promotion (D3) série A    | 13e/14                    | Relégué                   |
| séries régionales   |         |                           |                           |                           |                           |
| 9                   | 1937-38 | R. Knokke FC              | Promotion (D3) série D    | 8e/14                     |                           |
| 10                  | 1938-39 | R. Knokke FC              | Promotion (D3) série C    | 9e/14                     |                           |
|                     | 1939-41 | Compétitions interrompues | Compétitions interrompues | Compétitions interrompues | Compétitions interrompues |
| 11                  | 1941-42 | R. Knokke FC              | Promotion (D3) série A    | 11e/11                    | [ saisons 3 ]             |
| 12                  | 1942-43 | R. Knokke FC              | Promotion (D3) série D    | 10e/15                    |                           |
| 13                  | 1943-44 | R. Knokke FC              | Promotion (D3) série A    | 9e/14                     |                           |
|                     | 1944-45 | Compétitions interrompues | Compétitions interrompues | Compétitions interrompues | Compétitions interrompues |
| 14                  | 1945-46 | R. Knokke FC              | Promotion (D3) série A    | 17e/18                    | [ saisons 4 ]             |
| 15                  | 1946-47 | R. Knokke FC              | Promotion (D3) série D    | 17e/17                    | Relégué                   |
| séries provinciales |         |                           |                           |                           |                           |
| 16                  | 2014-15 | R. Knokke FC              | Promotion série A         | 7e/16                     |                           |
| 17                  | 2015-16 | R. Knokke FC              | Promotion série A         | 1er/16                    | Champion                  |
| 18                  | 2016-17 | R. Knokke FC              | D2 Amateurs VFV série A   | 1er/16                    | Champion et promu         |
| 19                  | 2017-18 | R. Knokke FC              | D1 Amateurs               | 2e/16                     | [ saisons 6 ]             |
| 20                  | 2018-19 | R. Knokke FC              | D1 Amateurs               | 16e/16                    | Relégué                   |
| 21                  | 2019-20 | R. Knokke FC              | D2 Amateurs VFV série A   | 1er/16                    | Champion et promu         |
| 22                  | 2020-21 | R. Knokke FC              | Nationale 1               | N/A                       | Saison annulée !          |
| 23                  | 2021-22 | R. Knokke FC              | Nationale 1               | 3e/15                     |                           |
| 24                  | 2022-23 | R. Knokke FC              | Nationale 1               | 8e/20                     |                           |
| 25                  | 2023-24 | R. Knokke FC              | Nationale 1               | 3e/18                     |                           |
| 26                  | 2024-25 | R. Knokke FC              | Nationale 1 VV            | .../16                    |                           |